# Alejandra Ávalos
Alejandra Ávalos, pseudonimo di Alejandra Margarita Ávalos Rodriguez (Città del Messico, 17 ottobre 1968), è una cantautrice e attrice messicana.

## Biografia
Nasce a Città del Messico, Messico, il 17 Ottobre 1968. Figlia di Ninfa Margarita Rodríguez una modella messicana, e di Carlos Mario Ávalos y Solano, un architetto messicano. Ávalos è stata fidanzata per 3 anni con l'uomo d'affari italiano Giovanni Benaglio, dal quale il 19 luglio, 1996 ha avuto una bimba, Valentina Benaglio. In coincidenza con tale legame affettivo, e con la nascita della sua prima figlia Valentina, Ávalos ottenere un grande successo negli Stati Uniti e in America Latina.

## Discografia
- 1988 - Ser O No Ser
- 1990 - Amor Fasciname
- 1991 - Amor Sin Dueño
- 1996 - Mi Corazón Se Regala
- 1998 - Una Mujer
- 2005 - Radio Diva
- 2014 - Te Sigo Queriendo
- 2018 - Mexico Majestuoso Vol. 1 & 2
- 2020 - Evolución

## Filmografia, commedia musicale e televisione parziale
- Amalia Batista (1983)
- Jesus Christ Superstar (1984)
- Te Amo (1984)
- The Rocky Horror Show (1986)
- El Padre Gallo (1986)
- Tal Como somos (1987)
- Malinche (1989)
- Tenías Que Ser Tú (1992)
- Perdóname Todo (1995)
- Morir dos Veces (1996)
- La Antorcha Encendida (1996)
- Soñadoras (1998)
- Siempre Te amaré (2000)
- Apuesta Por un amor (2004)
- Esperanza del corazón (2012)
- Nueva Vida (2013)
- Que te perdone Dios (2015)
- Casino (2018)
- Capricho – LiveXperience (2018)